# Hennesey n Buddah
Hennesey n Buddah è un brano musicale rap di Snoop Dogg, secondo singolo estratto dall'album Tha Last Meal.

## Tracce
1. Hennesey'N Buddah (Kokane) – 4:12
2. Set It Off (feat. MC Ren, The Lady of Rage, Nate Dogg, Ice Cube) – 4:52

## Classifiche
| Classifica (2001) | Posizione massima |
| ----------------- | ----------------- |
| Francia           | 41                |